# Stuttgarter Lebensversicherung

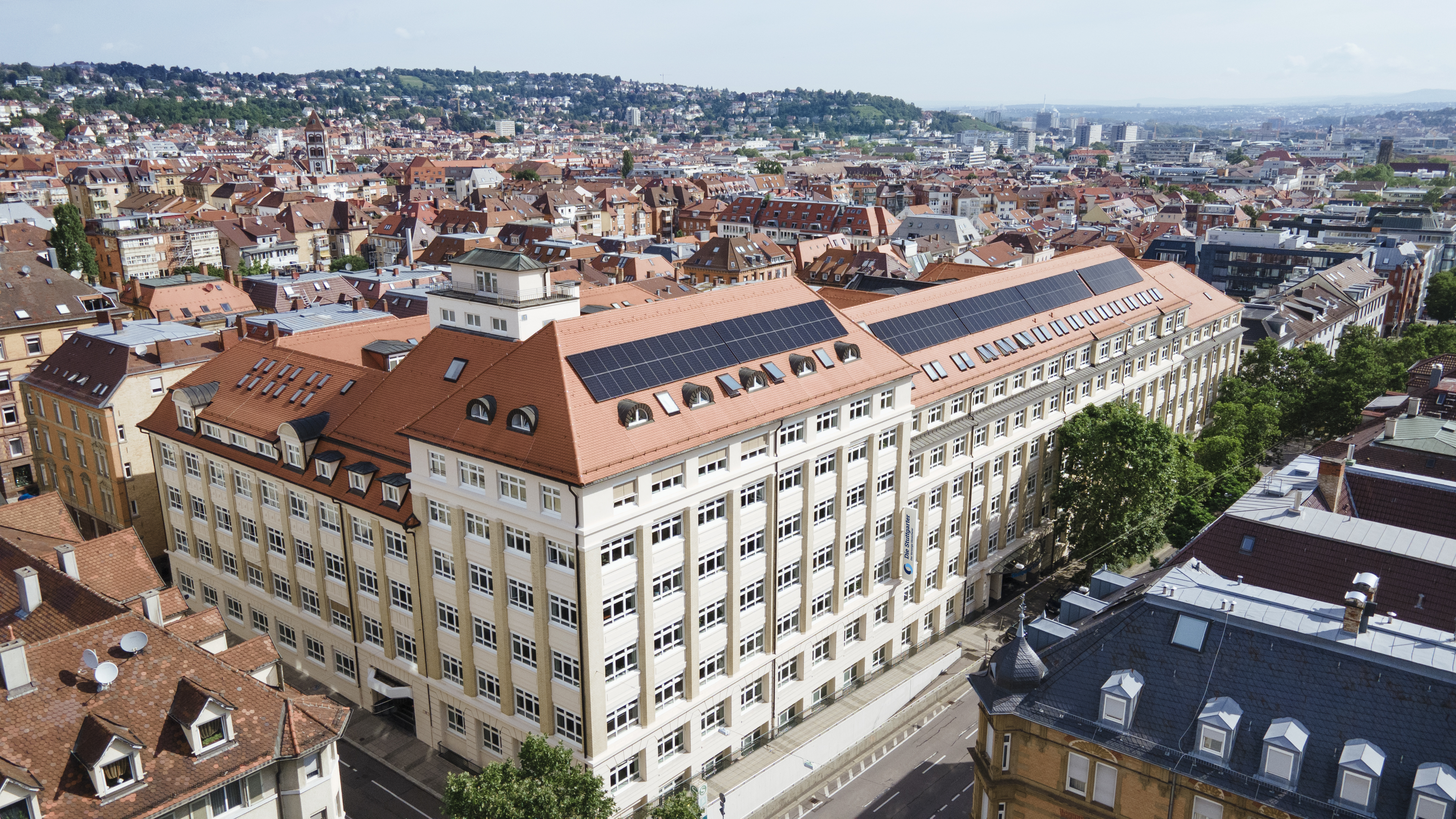
Hauptsitz in Stuttgart (Aufnahme von 2021)

Die Stuttgarter Lebensversicherung a.G. ist das 1908 gegründete Mutterunternehmen der deutschlandweit tätigen Stuttgarter Versicherungsgruppe. Die Gruppe ist vor allem in den Bereichen der privaten Altersvorsorge, der Risikoabsicherung und der betrieblichen Altersversorgung tätig. Der Vertrieb von Lebens-, Unfall-, Krankenzusatz- und Sachversicherungen erfolgt hauptsächlich über Versicherungsmakler, Mehrfachagenten und unabhängige Finanzdienstleister. Die Kapitalanlagen beliefen sich Ende 2023 auf 8,7 Milliarden Euro, die Bilanzsumme lag bei 8,95 Mrd. Euro. Insgesamt verwalteten die Unternehmen der Stuttgarter Versicherungsgruppe zu diesem Zeitpunkt etwas mehr als 661.000 Lebens- und Rentenversicherungsverträge und mehr als 538.000 Verträge der Schaden- und Unfallversicherung. Das Unternehmen ist in Stuttgart ansässig. Die Hauptverwaltung befindet sich dort seit 1991 im denkmalgeschützten ehemaligen Fabrikgebäude des Textilwarenherstellers Bleyle.

## Geschichte

### 1908 bis 1933
Das Unternehmen wurde am 28. Juni 1908 in Stuttgart als Württembergische Privat-Kranken- und Sterbe-Kasse mit der Rechtsform eines Versicherungsvereins auf Gegenseitigkeit gegründet. Jedes Mitglied sorgte gemäß der Genossenschaftsidee mit seinem Beitrag dafür, dass anderen Mitgliedern im Fall von Krankheits- oder Todesfällen eine finanzielle Absicherung zustand. Zur Zielgruppe dieser Versicherung zählten Selbstständige, nicht versicherungspflichtige Handwerker, Angestellte („Privatbeamte“) und Facharbeiter. Bereits vor Jahresende 1908 dehnte die Versicherung ihren Wirkungskreis auf das gesamte Reichsgebiet aus. 1913 genehmigte das Kaiserliche Aufsichtsamt für Privatversicherung die Trennung von Krankenkasse und Sterbekasse, die anschließend eigenständig angeboten werden konnten.
1919 stieg das genossenschaftliche Unternehmen in das Geschäft mit Kleinlebensversicherungen ein. Zugleich firmierte die Privat-Kranken- und Sterbe-Kasse um, sie nannte sich nun Württembergischer Versicherungsverein auf Gegenseitigkeit (WVV). Das Geschäft mit privaten Krankenversicherungen nahm ab, aufgebaut wurde hingegen der Vertrieb von Lebensversicherungen mit einer Auszahlungssumme von bis zu 10.000 Mark. Anders als viele kleinere Kassen ging der WVV gestärkt aus den Nachkriegsjahren der Inflation und Hyperinflation hervor. Angesparte Mittel hatte er in Immobilien und Grundstücke investiert, das Vermögen blieb gewahrt und wuchs durch die Aufwertung während der Währungsreform 1923/1924. Nach Ende der Inflation schlossen sich zudem kleinere Kassen, die während der massiven Geldentwertung in Notlagen geraten waren, dem WVV an. Auf diese Weise stiegen die Mitgliederzahlen und die Einnahmen deutlich. 1925 unterzeichnete der WVV Verträge mit kirchlichen Institutionen: zum einen mit dem Caritasverband der Diözese Rottenburg – der neue Vertragspartner agierte nun in Württemberg als Generalagentur des WVV; zum anderen gründete der WVV gemeinsam mit der evangelischen Landeskirche in Württemberg die Evangelische Sterbegeldversicherung, die zunächst in Württemberg, ab 1927 auch in Baden evangelische Gläubige ansprach. Das Unternehmen entwickelte in den 1920er Jahren zudem eine Kinderlebensversicherung. 1931 führte der WVV die Großlebensversicherung ein; bei entsprechend höheren Beiträgen waren Auszahlungssummen bis zu 50.000 Reichsmark möglich. Viele dieser Versicherungen wurden nicht erst im Todesfall ausgezahlt, sondern bereits im Alter (Erlebensfall).

### 1933 bis 1945
Nach 1933 gliederte sich auch der WVV in die nationalsozialistische Betriebspolitik ein. Am 1. September 1934 erließen die Unternehmensleiter Otto Necker und Heinz Hofmann, nun Betriebsführer genannt, eine regimekonforme Betriebsordnung. Sie sah unter anderem die bevorzugte Einstellung von Frontkämpfern sowie „verdienter Angehöriger“ der NSDAP, der SA und der SS vor, ferner die fristlose Kündigung jener Beschäftigten, denen „nationale Unzuverlässigkeit“ unterstellt wurde. Von 1934 bis 1938 stieg die Gesamtversicherungssumme kontinuierlich an. Mit Blick auf alliierte Bomberangriffe wurde die Inkassoabteilung der Versicherung im Herbst 1943 zusammen mit der technischen Bestandskartei nach Renningen verlegt. Im Februar und im Juli 1944 trafen Bomben die Stuttgarter Hauptverwaltung, im September 1944 wurde ein Behelfsbüro durch Bomben zerstört. Die Versicherung verlegte ihre Verwaltung daraufhin nach Tübingen. Von April bis September 1945 ruhte der Geschäftsbetrieb.

### 1945 bis 1990
Im Zuge der Entnazifizierung wurden ein Mitglied des Vorstands, ein Prokurist und drei Abteilungsleiter entlassen. Der Ausschuss für Versicherungswirtschaft der Amerikanischen Militärverwaltung setzte durch, dass Fritz Wölpert kommissarisch zweiter Vorstand des WVV wurde; Wölpert galt als Gegner der Nationalsozialisten und hatte deshalb Repressionen erdulden müssen. Die Währungsreform von Mitte 1948 und ein Forderungsschnitt insbesondere gegenüber dem Staat ermöglichten den bilanziellen Schlussstrich unter die Kriegsjahre und ebneten den Weg zum Wiederaufbau des Versicherungsgeschäfts. Die 1950er Jahre verliefen für die Versicherung erfolgreich: 1950 erhielt der WVV die Konzession für private Unfallversicherungen; der Umsatz aller Versicherungsarten, der 1950 bei 10 Mio. DM gelegen hatte, lag 1959 bei 80 Mio. DM. Der WVV sicherte sein Vermögen durch verstärkte Käufe von Immobilien. Zugleich förderte er durch Kredite an das Land Baden-Württemberg, an Kommunen, Kirchen und Privatleute den Wohnungsbau.
1965 erreichte die Versicherung ihre erste Bestandsmilliarde (Versicherungssumme). Vier Jahre später bot der WVV als erste Versicherung in Deutschland ein neuartiges Produkt an: die fondsgebundene Lebensversicherung, die die klassische Lebensversicherung mit Investitionen in Aktien verknüpfte; der Versicherung war erlaubt, das Geld der Versicherten in Aktienfonds anzulegen. Im selben Jahr, 1969, arbeiteten 361 Mitarbeiter im Innendienst und 503 Mitarbeiter hauptberuflich im Außendienst; hinzu kamen 2.791 nebenberufliche Außendienstmitarbeiter. Ein Jahr später überschritt der Versicherungsbestand (Versicherungssumme) die Zweimilliarden-Grenze.
Aufgrund gesetzlicher Vorgaben gliederte das Unternehmen 1977 seine Unfallversicherung durch Gründung der Tochtergesellschaft Stuttgarter Unfallversicherung aus. Ein Jahr später firmierte der WVV um und nannte sich fortan Stuttgarter Lebensversicherung a.G. 1987 folgte die Umbenennung der Stuttgarter Unfallversicherung AG in die Stuttgarter Allgemeine Versicherung AG, denn mittlerweile wurden auch Haftpflicht-, Hausrat- und Glasversicherungen angeboten. 1989 belief sich die Gesamtversicherungssumme auf mehr als 16 Milliarden DM. Im September 1986 hatte die Versicherung das unter Denkmalschutz stehende Bleyle-Gebäude in der Stuttgarter Rotebühlstraße (Nr. 120) erworben, es wurde nach einer Renovierung 1991 zum neuen Hauptsitz. Zum damaligen Zeitpunkt arbeitete die Stuttgarter Versicherungsgruppe bundesweit mit 11.000 Vertretern zusammen, sie beschäftigte rund 2.500 Arbeitnehmer.

### Seit 1990
Nach dem Mauerfall schulte die Stuttgarter Lebensversicherung Mitarbeiter in der DDR. 1991 waren drei Filialdirektionen in den neuen Bundesländern errichtet. 1994 erwarb sie von der American International Group die Alico Deutschland Lebensversicherungs-AG, die sie zum Jahresanfang 1995 in Direkte Leben Versicherung AG umbenannte, um das Direktversicherungsgeschäft auszubauen. Im Dezember 1999 gründete die Versicherung die Stuttgarter Versicherung Holding AG, deren Kapital vollständig von der Stuttgarter Lebensversicherung a.G. gehalten wurde. Diese Holding diente der Steuerung der Gruppe.
Zum Jahresbeginn 2000 übernahm die Stuttgarter Versicherung vom Axa-Colonia-Konzern die Tellit Lebensversicherung AG sowie die Tellit Versicherung AG. Im April 2001 folgte der Erwerb der Plus Lebensversicherung AG und der Plus Allgemeine Versicherung AG von der französischen Groupama International. 2003 führte die Stuttgarter Versicherung einen sogenannten Garantiefonds ein. Trotz der Möglichkeit, am Kapitalmarkt Gewinne, aber auch Verluste zu erzielen, wurde zugesichert, dass die am Ende der Laufzeit ausgezahlte Versicherungssumme nicht niedriger als die in den Garantiefonds eingezahlten Beiträge ausfiel.
Im Jahr 2011 brachte das Unternehmen ein neuartiges Hybridprodukt – ein fondsgebundenes Produkt mit Garantie – auf den Markt, das klassische Produkte im Bereich der Lebensversicherung mit einer Fondspolice verknüpfte und dabei erstmalig die drei Anlagetöpfe Sicherungsvermögen, Wertsicherungsfonds und freie Fondsanlage kombinierte. Marktüblich war bis dahin nur die konjunkturabhängige Kombination von Sicherungsvermögen und Wertsicherungsfonds.
Bei der Entwicklung nachhaltiger Versicherungsangebote gilt die Stuttgarter als Vorreiter: 2013 brachte sie die „GrüneRente“ heraus, die bei Anlage der Beiträge besonderen Wert auf Umweltbelange und Soziales legte. 2016 brachte das Unternehmen Index-Renten auf den Markt. Über die Garantie hinaus erwirtschaftete Erträge werden dabei in einen Aktien-Indexfonds investiert.
Das Oberlandesgericht Stuttgart verurteilte die finanzierende Stuttgarter Lebensversicherung im April 2019 zu Schadenersatz zugunsten von Anlegern, die in Solaranlagen eines entsprechenden Anbieters und Betreibers investiert hatten. Die Versicherung sei kein reiner Kreditgeber gewesen, sondern habe auch für das Investment geworben. Im Mai 2019 kündigte die Versicherung eine Beschwerde vor dem Bundesgerichtshof an, weil das Oberlandesgericht ein Revisionsverfahren nicht zugelassen hatte. Der Bundesgerichtshof ließ die Beschwerde zu, hob das Urteil des Oberlandesgerichts auf und verwies die Sache zur Neuverhandlung und Entscheidung an das Oberlandesgericht Stuttgart zurück.
2022 gab die Stuttgarter Lebensversicherung a.G. gegenüber der Verbraucherzentrale Baden-Württemberg auf eine Abmahnung hin eine Unterlassungserklärung ab. Sie hatte eine fondsgebundene Rentenversicherung als „Gesundheitskonto“ beworben.
2023 gab das Stuttgarter Lebensversicherung eine Unterlassungserklärung ab, die die Verbraucherzentrale Hamburg verlangt hatte. Diese hatte die Versicherung wegen bestimmter Klauseln zu Stornokosten abgemahnt.
Die Stuttgarter Lebensversicherung gehört seit dem Jahr 2023 einem Konsortium an, das einen 24,95-Prozent-Anteil am Netzbetreiber Transnet BW übernahm.

## Aktuelle Lage

### Konzernstruktur
Die Unternehmen treten nach außen als Gruppe auf. Die Stuttgarter Lebensversicherung a.G. ist ihre Muttergesellschaft und bietet Produkte in den Bereichen Lebensversicherung, Rentenversicherung und Arbeitskraftsicherung (Berufsunfähigkeitsversicherung, Erwerbsunfähigkeitsversicherung, Grundfähigkeitsversicherung) an.
Im unmittelbaren Eigentum der Stuttgarter Lebensversicherung a.G. sind jeweils 100 % der Anteile folgender Unternehmen:
- Stuttgarter Versicherung Holding AG
- Stuttgarter Vorsorge-Management GmbH
- Stuttgarter Versicherung Immobilienmanagement GmbH & Co KG

Über die Stuttgarter Versicherung Holding AG ist die Muttergesellschaft mittelbar zu jeweils 100 % an folgenden Gesellschaften beteiligt:
- Stuttgarter Versicherung AG
- Direkte Leben Versicherung AG
- Direkte Service Management GmbH
- Stuttgarter Versicherung Kapitalanlage-Vermittlungs-GmbH
- Stuttgarter Versicherung Verwaltungsgesellschaft mbH

Seit Ende 2021 ist die Gruppe über die Stuttgarter Versicherung Holding AG auch Mehrheitseigentümer des Projektentwicklers Blue Estate GmbH.

### Geschäftsfelder der Versicherungsgruppe
Die Unternehmen der Gruppe bieten Produkte in folgenden Bereichen an:
- Kapitalversicherungen
- Risikoversicherungen
- Rentenversicherungen
- Kollektiv-Lebensversicherungen
- Berufsunfähigkeits-, Erwerbsunfähigkeits- und Grundfähigkeitsversicherungen
- Unfallversicherungen
- Haftpflichtversicherungen
- Krankenzusatzversicherungen

Hinzu kommen Sachversicherungen.

### Ergebnisse
Wichtige betriebliche Größen der Gruppe haben sich folgendermaßen entwickelt:
| Positionen                                                   | 2019  | 2020  | 2021  | 2022  | 2023  |
| ------------------------------------------------------------ | ----- | ----- | ----- | ----- | ----- |
| LV-Versicherungssumme (Mrd. €)                               | 27,4  | 28,4  | 30,3  | 31,8  | 33,0  |
| Gebuchte Bruttobeiträge (Mio. €)                             | 767   | 776   | 810   | 810   | 811,8 |
| Kapitalanlagen inkl. fondsgebundener Versicherungen (Mio. €) | 7.660 | 7.930 | 8.381 | 8.391 | 8.682 |
| Solvabilitätsquote a (%)                                     | 330   | 298   | 414   | 571   | 612   |
| Eigenkapital (Mio. €)                                        | 179   | 189   | 210   | 225   | 270   |

### Zusammenschluss mit der SDK
Der im Oktober 2024 kommunizierte Plan des Zusammenschlusses mit der Süddeutschen Krankenversicherung (SDK) ist zum 1. Juli 2025 vollzogen worden. Das Bundeskartellamt hatte keine Einwände erhoben. Die SDK Gruppe und die Stuttgarter Versicherungsgruppe treten weiterhin als eigenständige Versicherungsvereine auf Gegenseitigkeit auf, wollen ihren strategischen Zusammenschluss jedoch schrittweise zu einem  Gleichordnungskonzern weiterentwickeln. Dabei sollen die SDK-Gesellschaften auf die Stuttgarter verschmolzen werden. Dieser Prozess soll bis Ende 2026 umgesetzt werden.

## Sportmarketing
Die Versicherung nutzte einige Jahre lang den Fußball, um ihre Bekanntheit zu steigern.